# Balance maman hors du train
Pour plus de détails, voir Fiche technique et Distribution.
Balance maman hors du train (Throw Momma from the Train) est un film américain réalisé par Danny DeVito et sorti en 1987. Il s'agit du premier long métrage réalisé par l'acteur.
S'il reçoit des critiques presse plutôt mitigées, il rencontre le succès auprès du public. Il obtient plusieurs récompenses et nominations dont le Saturn Award de la meilleure actrice dans un second rôle pour Anne Ramsey.

## Synopsis
Le professeur Larry Donner et son élève Owen ont un point commun : les femmes de leur vie les rendent dingues. Margaret Donner, la femme de Larry, lui a volé son roman et en a fait un succès de librairie.
La mère d'Owen, une vieille dame aigrie, fait vivre un enfer à son fils. Cependant, Owen a trouvé une idée pour faire d'une pierre deux coups : il tuera Margaret et Larry tuera sa mère. Deux crimes sans rapport. Pourtant lorsque Margaret est tuée, Larry, qui n'en savait rien, se retrouve sans alibi et fait le parfait coupable de ce meurtre. Il se retrouve dans l'obligation de tuer la mère d'Owen, ce qui n'est pas une tâche aisée, car la vieille dame est coriace.

## Fiche technique
- Titre français : Balance maman hors du train
- Titre original : Throw Momma from the Train
- Réalisation : Danny DeVito
- Scénario : Stu Silver
- Musique : David Newman
- Directeur de la photographie : Barry Sonnenfeld
- Décors : Ida Random (en)
- Montage : Michael Jablow
- Son : Jeff Wexler
- Producteur : Larry Brezner
- Sociétés de production : Orion Pictures, Rollins, Morra & Brezner et Throw Momma
- Sociétés de distribution : Orion Pictures (États-Unis), 20th Century Fox (France)
- Pays de production :  États-Unis
- Langue originale : anglais
- Format : couleur - Dolby SR - 35 mm - 1.85:1
- Genre : comédie noire
- Durée : 88 minutes
- Dates de sortie[1] :
  - États-Unis : 11 décembre 1987
  - France : 22 juin 1988

## Distribution
- Danny DeVito (VF : Jacques Marin) : Owen Lift
- Billy Crystal (VF : Michel Mella) : Larry Donner
- Anne Ramsey : Mme Lift dite "Momma"
- Kim Greist (VF : Dorothée Jemma) : Beth Ryan
- Kate Mulgrew (VF : Michèle Bardollet) : Margaret Donner
- Bruce Kirby (VF : Philippe Dumat) : l'inspecteur DeBenedetto
- Branford Marsalis (VF : Pascal Légitimus) : Lester
- Annie Ross (VF : Paule Emanuele) : Mme Hazeltine
- Raye Birk : Pinsky
- Rob Reiner (VF : Roger Lumont) : Joel
- Olivia Brown (VF : Fathia Chriette) : Mlle Gladstone
- Oprah Winfrey (VF : Thamila Mesbah) : elle-même
- Randall Miller : Bucky
- Peter Brocco : le vieil hospitalisé

## Production
Le tournage a lieu d'avril à juin 1987. Il se déroule à Hawaï (île de Kauai) ainsi qu'en Californie (East Los Angeles, Malibu) et notamment à Los Angeles (Hollywood Center Studios, Los Feliz, Griffith Park, Century City, Hollywood Hills) .

## Distinctions
Source : Internet Movie Database

### Récompenses
- Saturn Awards 1988 : meilleure actrice dans un second rôle pour Anne Ramsey
- BMI Film and TV Awards 1988 : BMI Film Music Award pour David Newman

### Nominations
- Golden Globes 1988 : meilleur acteur dans un second rôle pour Danny DeVito et meilleure actrice dans un second rôle pour Anne Ramsey
- Oscars 1988 : meilleure actrice dans un second rôle pour Anne Ramsey
- American Comedy Awards 1988 : acteur le plus drôle dans un rôle principal pour Danny DeVito